# كونستانتين بوكروفسكي
كونستانتين بوكروفسكي (بالروسية: Покровский, Константин Доримедонтович)‏ (و. 1868 – 1944 م) هو عالم فلك من الإمبراطورية الروسية. ولد في نيجني نوفغورود.
توفي في كييف، عن عمر يناهز 76 عاماً.

## التعليم
تعلم في جامعة موسكو الحكومية.

## مناصب وهيئات
أدار جامعة أوديسا (منذ 1934)، وجامعة تارتو (1896–1916).

## جوائز
حصل على جوائز منها:
- ترتيب القديس ستانيسلاوس من الدرجة الثالثة  [لغات أخرى]‏
- وسام القديس فلاديمير من الدرجة الرابعة  [لغات أخرى]‏.